# Valerio Perentin
Valerio Perentin (født 12. juli 1909 i Izola, død 7. januar 1998) var en italiensk roer, olympisk guldvinder og firedobbelt europamester.
Perentins aktive rokarriere var koncentreret om firer med styrmand, som han opnåede alle sine store resultater i.
Hans første store internationale resultat kom ved OL 1928 i Amsterdam, hvor han sammen med Giliante D'Este, Nicolò Vittori, Giovanni Delise og styrmand Renato Petronio roede firer med styrmand. Efter i første runde at have roet alene, besejrede italienerne i anden runde det tyske hold meget klart, og efter at tyskerne havde klaret sig gennem opsamlingsheatet, mødtes de to både igen i kvartfinalen. Her vandt italienerne igen, dog knap så overlegent. I semifinalen besejrede italienerne schweizerne i ny olympisk rekordtid, hvorpå Schweiz besejrede Polen i en kamp om at møde italienerne i finalen. Her vandt Schweiz, og i finalen sejrede italienerne klart, måske som følge af muligheden for at hvile, mens Schweiz og Polen kæmpede. Resultatet blev derfor, at Italien vandt guld, Schweiz sølv og Polen bronze.
Vittori og Petronio var med i båden ved alle de lejligheder, hvor Perentin vandt internationale medaljer. Næste store resultat for dem kom ved EM i 1929, hvor de vandt guld, mens det blev til sølv i 1930 og igen guld i 1932, 1933 og 1934 samt bronze i 1935.
Ved OL 1936 i Berlin blev italienerne nummer to i indledende heat og nummer tre i opsamlingsheatet og var derfor ude af turneringen.
Efter afslutningen af sin aktive karriere fungerede Perentin som træner fra 1938 til 1959 i Posillipo-roklubben. Han var desuden de sidste fire år træner hos luftvåbenets akademi.

## OL-medaljer
- 1928:  Guld i firer med styrmand